# Ekatherina de Galantha
Katalin Balog de Galánta más conocida como Ekatherina de Galantha (Hungría; 1890 - Buenos Aires, Argentina; ?) fue una primera bailarina, coreógrafa y actriz húngara- rusa, fue una miembro activa del Ballet Ruso.

## Carrera
Galantha nació en un Hungría, pero se crio de muy chica en  Petrogrado, Rusia. En 1917 se la describió como de 20 o 21 años. Su primer profesor de ballet fue el célebre Nikolai Legat. Allí integró la Compañía de la reconocida bailarina Anna Pávlova, con quien también trabajó en la capital Argentina y otras ciudades.
Realizó una gira por los Estados Unidos con los Ballets Russes en 1916, junto con Vaslav Nijinsky, Adolph Bolm, Flore Revalles, Lydia Lopokova, Olga Spesívtseva y Valentina Kashuba, entre otros, y en una compañía de cuarenta bailarines. Cuando la compañía de ballet dejó los Estados Unidos, ella se quedó para seguir una carrera en el escenario como solista. Bailó en el Metropolitan Opera House de Petruschka (1916). Mientras fue bailarina principal en The Wanderer en Nueva York en 1917, fue mentora de la bailarina estadounidense Martha Lorber. En 1918 apareció como bailarina en el musical Chu Chin Chow. 

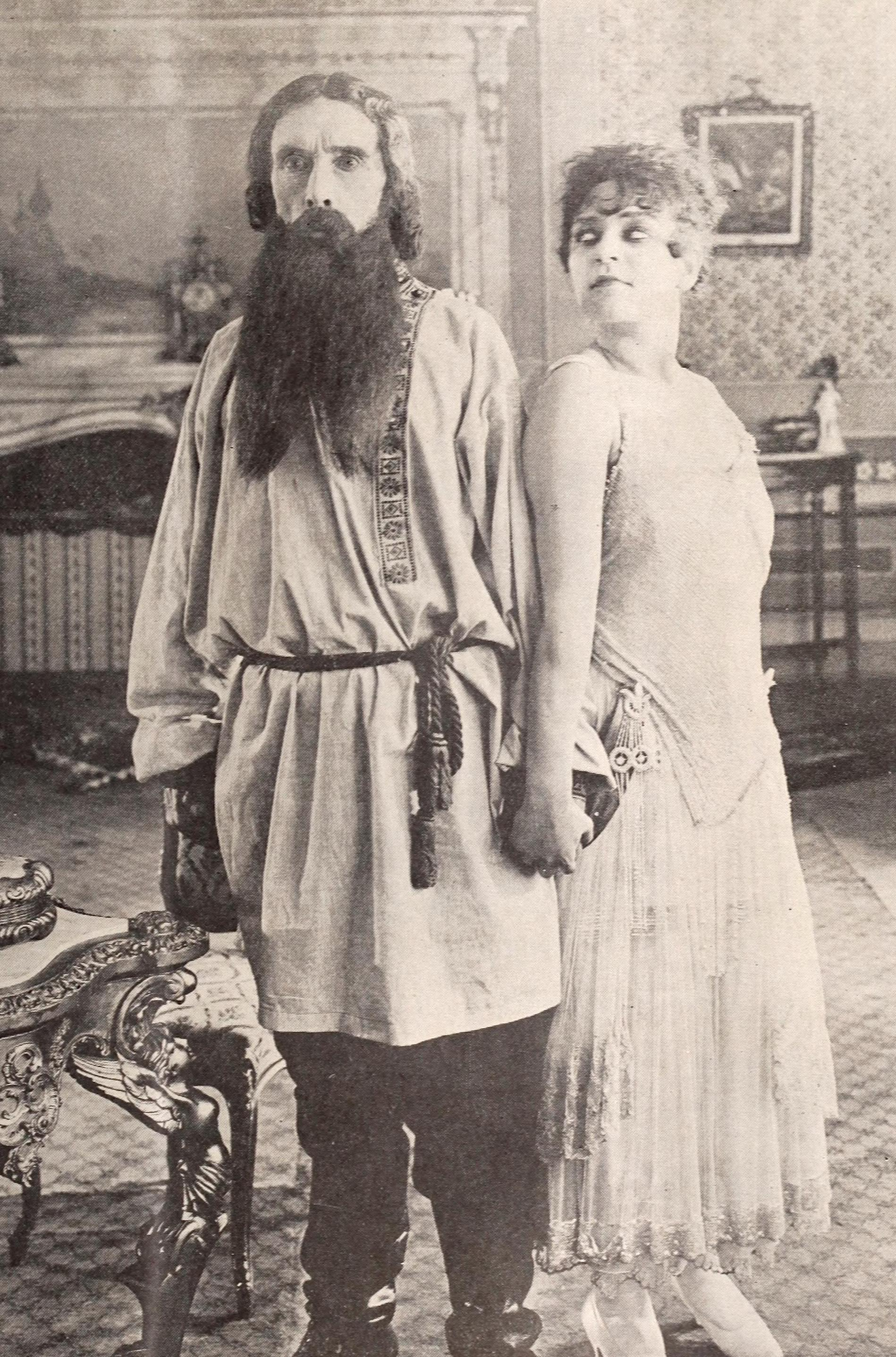
Junto a Edward Connelly en la película The Fall of the Romanoffs (1917).

Bajo el nombre artístico de Ketty Galanta, Herbert Brenon la eligió para la película muda The Fall of the Romanoffs de 1917. Apareció en dos películas más, ambas dirigidas por Brenon, Empty Pockets (1918), un misterio de asesinato con Malcolm Williams, y The Passing of the Third Floor Back (1918), basada en la obra de Jerome K. Jerome y protagonizada por Johnston Forbes-Robertson.
En 1922, se mudó a Sudamérica, donde enseñó danza en su propio estudio en Buenos Aires, Argentina, e hizo giras en teatros como el Astral. Entre sus alumnos en Buenos Aires figuran María Fux, Mario Galizzi, entre otros. Allí fue una de las fundadoras de la Asociación de Amigos de la Danza (AADA), junto con su compañera bailarina de Ballet Ruso Tamara Grigorieva, Amalia Lozano y Roberto Giachero. La Academia particular de Galantha la hizo construir sobre un pasaje que se hallaba adyacente a la calle Posadas, y para entrar en él debía bajarse una gran escalinata pública donde solía dar bailes de jazz. En el año en que emigró a ese país, el compositor Rafael Tuegols le dedicó el tango La Gatita, con quien se había relacionado en Montevideo
Bailarina de formación clásica pero con tendencia a la danza de carácter y expresiva, en 1937 ofreció recitales en el Teatro Odeón, con la participación de Olga Spessiva y las hermanas Ana y Angélica Marini.